# آندری بابایف
آندری هوهانسی بابایف (ارمنی: Անդրեյ Հովհաննեսի Բաբաև؛ زاده ۲۷ دسامبر ۱۹۲۳ - درگذشته ۲۱ اکتبر ۱۹۶۴) آهنگساز اپرا اهل ارمنستان بود.

## زندگی‌نامه
وی در ۲۷ دسامبر ۱۹۲۳ در مومنا در به دنیا آمد و از آکادمی موسیقی باکو فارغ‌التحصیل گشت. وی همچنین برنده جوایزی همچون چهره هنری شایسته ارمنستان شوروی شد. وی در ۲۱ اکتبر ۱۹۶۴ در سن ۴۰ سالگی در مسکو درگذشت و در گورستان ارامنه مسکو به خاک سپرده شد.

## نگارخانه

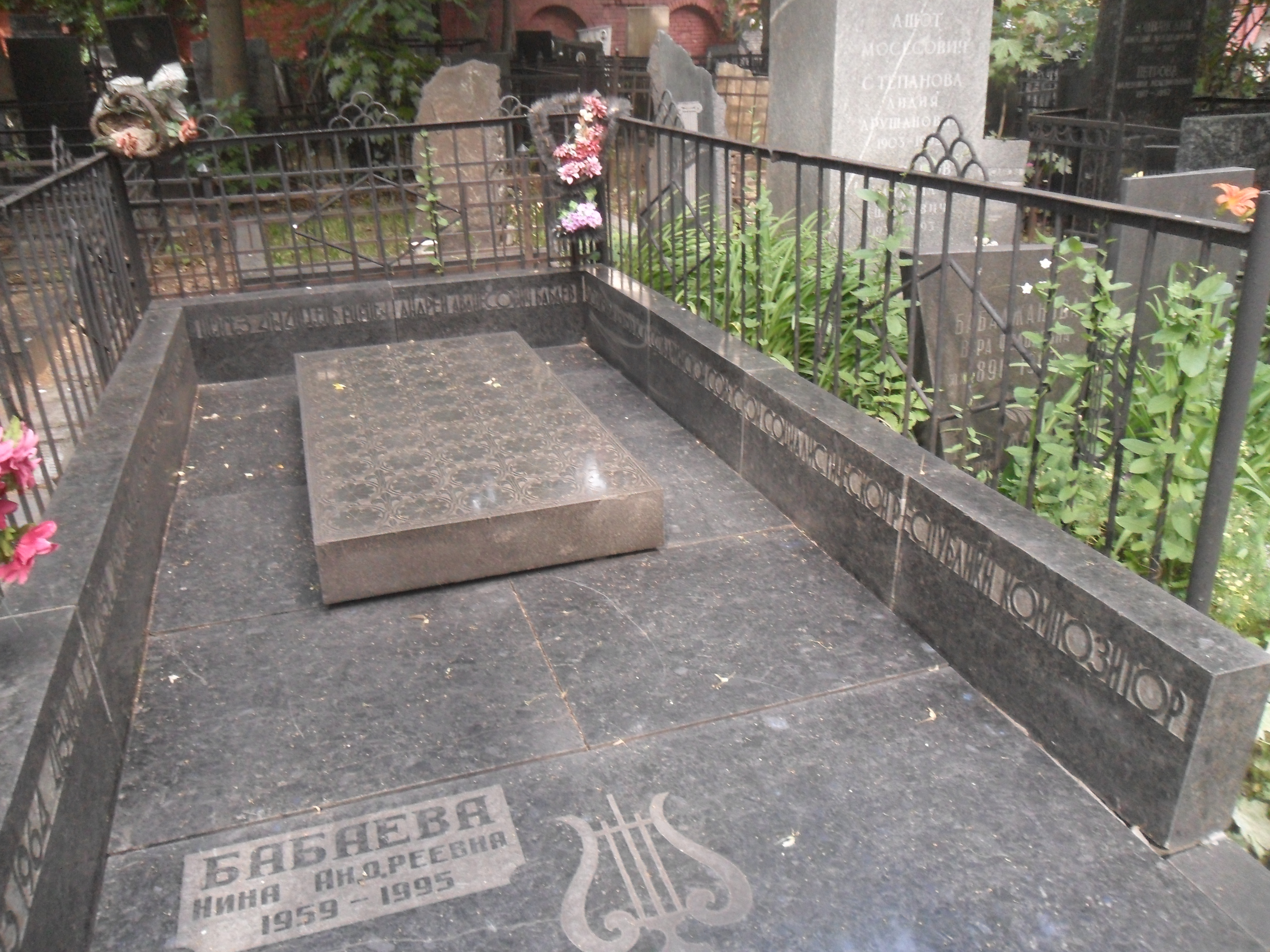